# Paratrechina rosae
Paratrechina rosae är en myrart som först beskrevs av Auguste-Henri Forel 1902.  Paratrechina rosae ingår i släktet Paratrechina och familjen myror. Inga underarter finns listade i Catalogue of Life.